# Marco Aurelio Risolía
Marco Aurelio Risolía (Exaltación de la Cruz, provincia de Buenos Aires, 20 de noviembre de 1911 - Buenos Aires, 8 de julio de 1994) fue un abogado especialista en Derecho Civil, profesor universitario y ministro de la Corte Suprema de Justicia de Argentina.

## Actuación docente
Estudió  en la Facultad de Derecho de la Universidad de Buenos Aires, donde en 1935 se recibió con medalla de oro. En la misma casa de estudios se doctoró con una tesis que tuvo repercusión por la calidad de la investigación y su novedad, titulada Soberanía y crisis del contrato en nuestra legislación civil, publicada en 1945 y luego reeditada. 

## Actividad profesional y docente
Ejerció la profesión y ocupó cargos directivos en el Colegio de Abogados de la ciudad de Buenos Aires, una entidad con matices conservadores. Se inició en la docencia como ayudante en Derecho  Civil en la Facultad de Derecho de Buenos Aires, tarea que dejó en 1946. Reanudó su actividad docente en 1955, después de la caída de Perón, como profesor titular de la cátedra de derecho civil III, contratos, donde era sabido el conocimiento de memoria del articulado del Código Civil. También fue profesor de la materia en la Facultad de Ciencias Jurídicas y Sociales de la Universidad Nacional de La Plata. En la Universidad de Buenos Aires además de integrar los institutos de derecho comparado y derecho civil y el Consejo Directivo, fue elegido en 1962 Decano de la Facultad de Derecho, cargo en que se encontraba en 1966 cuando se lo designó en la Corte.

## Actuación judicial
Se desempeñó por pocos meses como procurador del Tesoro de la Nación en 1957. El gobierno  surgido del golpe de Estado del 28 de junio de 1966 destituyó a los miembros de la Corte Suprema de Justicia, redujo a cinco el número de sus integrantes mediante la ley 16.985 y el presidente de facto Juan Carlos Onganía nombró los reemplazantes, entre los que estaba incluido Risolía, mediante el Decreto N.º 42 del 4 de julio de 1966, los que juraron ante Onganía el mismo día.
La ideología de estos jueces tenía influencias conservadoras y católicas, sus antecedentes académicos permitían considerarlos aptos para formar una Corte de justicia respetada y con cierta independencia. Por Acuerdo de ese día eligieron como presidente a Ortiz Basualdo, quien conservó el cargo hasta la renuncia de todos ellos, ya que fue reelegido por Acuerdos del 23 de junio de 1969 y 23 de junio de 1972.
Risolía compartió la Corte Suprema en distintos momentos con Guillermo Antonio Borda, Margarita Argúas, Luis Carlos Cabral, Roberto Eduardo Chute, José Federico Bidau y Eduardo A. Ortiz Basualdo.
Presentó su renuncia, al igual que los integrantes del Tribunal, días antes de asumir las nuevas autoridades constitucionales, y la misma le fue aceptada por el Decreto N.º 4970 el 24 de mayo de 1973, un día antes de la entrega del mando. Por Acuerdo de ese día los miembros de la Cámara Nacional de Apelaciones en lo Federal y Contencioso Administrativo procedieron conforme la reglamentación vigente a designar entre sus integrantes a los jueces de la Corte que actuarían hasta que se nombraran los nuevos titulares. Fueron elegidos Felipe Ehrlich Prat, Alberto García Piñeiro, Enrique Ramos Mejía y Horacio H. Heredia.
Falleció en Buenos Aires el 8 de julio de 1994.